# Óscar Rey Brea
Óscar Rey Brea, född 1923 i A Coruña, död 1973, anses vara den första spanska ufologen och en av pionjärerna i världen, registrerade en iakttagelse från A Coruña två år innan fenomenet flygande tefat blev populärt i USA i och med Roswellincidenten.

## Förste ufologen
Óscar Rey Brea, född i A Coruña 1923, blev den förste spanska forskaren om oidentifierade flygande föremål. Redan 1945 var han intresserad av konstiga fenomen, innan vågen kom av påstådda utomjordiska farkoster över USA. Hans namn föll dock i glömska tills forskaren Manuel Carballal fann hans namn i ett verk skrivet av Rey Brea själv med titeln El gallego sabio:  ("Den vise galiciern: Óscar Rey Brea, mannen som upptäckte UFOs").
1947 räknas som den moderna ufologins nollår, början på en kontrovers mellan dem som är övertygade om regelbundna besök av utomjordiska rymdfarkoster och skeptikerna som anser iakttagelserna vara bedrägeri eller vetenskaplig okunnighet.
Den första omnämnda UFO-händelsen inträffade dock två år tidigare och var ett verk av A Coruña-soldaten och vetenskapsmannen Óscar Rey Brea, som anses vara den första ufologen i Spanien. Han var den förste i historien som sa att detta var ett fenomen som möjligen hade sitt ursprung i en annan värld.
Journalisten och antropologen Natalia Monje avslöjar att Rey Brea, när han var minderårig, bestämde sig för att under Andra världskriget ta värvning i División Azul och var tvungen att ljuga om sin ålder för att kunna ta värvning. Han blev korpral och skadades vid två tillfällen.
Marcelino Requejo och Carlos Fernández omnämner de mest märkliga händelser. Vid ett tillfälle på slagfältet, enligt Rey Brea, visade sig en enorm silverskiva i luften. Den låg still ovanför striden och försvann sedan i rasande fart.
Soldaterna från División Azul befann sig i en bunker i en strid mellan tyskarna och de ryska flygvapnen och blev häpna över att se en gåtfull skivformad farkost som höll sig över jaktplanen, som om den observerade striden. Efter en viss tid försvann den i hög hastighet. Händelsen omtalas i boken Encuentros con humanoids, av ufologen Antonio Ribera, publicerad av Planeta 1982.
Dessutom nämner Requejo och Fernández en annan iakttagelse som fångade Breas uppmärksamhet 1945 över A Coruñas himmel, men de bekräftar att det inte blev känt förrän 1947 när folk började prata om UFO:n. Vad som är häpnadsväckande i denna fråga är den förväntan med vilken Óscar Rey Brea refererar till flygande föremål med en teknik som inte fanns på planeten år innan UFO-fenomenet fascinerade hela världen.
Natalia Monje nämner att Rey Brea började arbeta på ett observatorium på 1950-talet. Borgmästaren i A Coruña meddelade vid ett tillfälle att han hade sett ett flygande tefat och Rey Brea kom ut och sa att det inte var något med det, utan bara ett meteorologiskt fenomen.
1945 inträffade en märklig händelse i Los Cantones, ett mystiskt flygande föremål med ovanlig ljusstyrka flög över staden. Ingen hade ännu hört talas om flygande tefat i Spanien då och det märkliga föremålet tillskrevs något nytt hemligt vapen relaterat till andra världskriget, som hade avslutats bara några månader tidigare. Detta var dock inte fallet för Rey Brea, som hade kämpat med División Azul på den ryska fronten och i åratal varit meteorolog vid A Coruña-observatoriet, förutom att han hade en anmärkningsvärd utbildning i astronomi. När han hörde den detaljerade beskrivningen av den mystiska flygande föremålet från sina föräldrar, relaterade han omedelbart till en liknande iakttagelse i Ryssland, som trotsade all teknik som var känd vid den tiden.
”Vi kan säga att Óscar Rey Brea var den första spanjoren och kanske också världens första ufolog", säger Manuel Carballal, författare till flera böcker om ämnet. I åratal arbetade han ensam. Inte förrän efter publiceringen i Spanien av boken Unknown Objects in the Sky kontaktade Rey Brea dess författare, Antonio Ribera, genom ett historiskt sexsidigt brev daterat den 28 oktober 1961, där han informerade honom om den uppföljning han gjort sedan 1945 över iakttagelser av oidentifierade flygande föremål runt om i världen.
Óscar Rey Brea var ansvarig för den första spanska teorin som förklarade besök av utomjordingar på ett cykliskt sätt baserat på omloppsegenskaper hos planeten Mars. 
Óscar Rey Brea hävdade 1954 att han hade upptäckt en korrelation mellan uppträdandet av flygande tefat och tiderna när Mars och Jorden låg närmast varandra. Denna teori, då känd som Mars biennalcykel, utvecklades av Rey Brea i olika journalistiska artiklar och av Eduardo Buelta i Astronaves sobre la Tierra, publicerad 1955. Under åren togs idén också upp av Antonio Ribera, den viktigaste och mest respekterade av de banbrytande spanska ufologerna.
Rey Brea och Buelta ansåg att invånarna på Mars reste till jorden när båda planeterna var närmast, det vill säga en gång var tjugosjätte månad. Men då Buelta hävdade att vågorna av UFO-observationer rörde sig mot öster och svarade mot ett sökande efter en viss plats, avvisade Rey Brea sin kollegas antaganden.
Rey Brea erkände 1953 att han hade misstagit sig när han förutspådde en ökning av flygande tefat, även om han vidhöll tvåårsteorin till sin död 1973.
Den första organisationen tillägnad ufologisk forskning föddes 1958 i Barcelona. Grodden till Centre for Interplanetary Studies (CEI) bildades av Eduardo Buelta, Antonio Ribera och Maruis Lleguet. Alla tre var övertygade om flygande tefats utomjordiska ursprung. Buelta och Ribera förespråkade Mars som utomjordingarnas vagga, medan Lleget trodde att de kom från utanför solsystemet. 1961 publicerade Ribera den första bästsäljaren, Objetos desconocidos en el cielo, i den spanska ufologins historia.
Skillnaden med de villkorslösa troende på UFO-fenomenet är att Óscar Rey Brea från A Coruña var en seriös och ganska kritisk forskare. Många fall löste han genom att visa att iakttagelserna som han hade tillgång till berodde på meteorologiska orsaker (linsformiga moln), astronomiska orsaker (inriktning av planeter, månglorior) eller var enkla bedrägerier. Óscar Rey Brea trodde på flygande tefat, men hans analytiska attityd och avslöjandet och fördömandet av förmodade utomjordiska besök gav honom de mindre rigorösas antipati.
Óscar Rey fick smeknamnet av den tidens ufologiska gemenskap som ”den vise galiciern”. Han började en uttömmande sammanställning av UFO-fall, som nya generationer av galiciska ufologer fortsatte med flera år efter hans död. Hans vetenskapliga utbildning gjorde det möjligt att i många fall erkänna, naturligt förklarande fenomen eller bedrägerier. Han blev föremål för konsultation av välkända spanska ufologer.
Rey Brea deltog också i studien av en UFO-observation i Vigo den 7 maj 1970, godkänd av jesuiten Pedro Pablo Requejo, då lärare vid Apóstol Santiago-skolan. Det mystiska föremålet, med ett metalliskt och silverliknande utseende med stor ljusstyrka, sågs av tusentals människor och filmades av ett vittne, Matías Álvarez, då kontrollant för Banco Pastor i Vigo, under de två timmar som det låg kvar ovanför staden. Rey Brea, informerad av Requejo, analyserade föremålet från A Coruña-observatoriet med ett teleskop och teodolit och kom fram till att det låg på en höjd av 40 000 meter, mätte cirka 300 meter och lyste starkare än Venus.

## Ummo
Rey Brea hade djärvheten att fördöma Ummo:s bedrägeri, en rörelse med rötter i Spanien och Frankrike på 1960-talet som påstod sig vara i kontakt med utomjordisk intelligens, vilket gav honom stora problem.
En majoritet av spanska forskare hade under 30 år ansett Ummo vara autentiskt. Ummo, som fortfarande existerar idag i Sydamerika i form av en sekt, var en rörelse som åtnjöt stor popularitet i Spanien och Frankrike på 1960- och 1970-talen med bland annat manipulerade bilder av iakttagelser. José Luis Jordán Peña, som blev vicepresident för det spanska sällskapet för parapsykologi, erkände trettio år senare att han var arkitekten bakom bedrägeriet, vilket han motiverade som ett experiment som hade gått över styr.